# Odawara (hrad)
Hrad Odawara (japonsky 小田原城, Odawara-džó) je stavební památka a dominanta japonského města Odawary v prefektuře Kanagawa na ostrově Honšú.

## Historie
V období Kamakura byla Odawara pevností klanu Doi, a opevněná rezidence vybudovaná jejich vedlejší větví, klanem Kobajakawa, stávala přibližně v místech dnešního hradu. Po povstání, jež zorganizoval Zenšú Uesugi v roce 1416, ovládl Odawaru klan Omoriů z provincie Suruga. V roce 1495 je pak porazil zakladatel pozdního klanu Hódžó vojevůdce Sóun Hódžó z provincie Izu. Příslušníci klanu Hódžó hrad po pět generací rozšiřovali a vylepšovali jeho opevnění, neboť se stal jejich ústředním hradem, střediskem jejich držav, jež zahrnovaly většinu regionu Kantó.
V období Sengoku hrad vynikal velmi silnou obranou, jelikož byl vybudován na kopci a obklopen vodními příkopy na nižší straně a suchými okopy ve svahu. Náspy, valy a hradební zdi se nacházely kolem dokola hradu a umožňovaly tak obráncům odrážet útočníky, jako například vojáky Kenšina Uesugiho při obléhání hradu v roce 1561 nebo Šingena Takedy při obléhání roku 1569. V roce 1587 Hódžóvé obranný systém hradu ještě posílili, neboť předvídali nadcházející válečný konflikt s Hidejošim Tojotomim. Nicméně při obléhání hradu v roce 1590 se po třech měsících odporu, kdy 82 000 mužů tvořících posádku hradu úspěšně vzdorovalo přesile 220 000 mužů na Tojotomiho straně, Hódžóvé vedení Udžinaem Hódžóem Hidejošimu vzdali. Napomohla tomu válečná lest s takzvaným Hradem jedné noci (Išigakijama Ičija-džó, 石垣山一夜城). Hidejoši Tojotomi nechal převážnou část opevnění zničit a poté hrad daroval spolu s dalšími državami klanu Hódžó svému generálovi Iejasu Tokugawovi.

### Hrad Odawara v období Edo
Poté co Iejasu Tokugawa dokončil budování hradu Edo, přenechal Odawaru svému chráněnci a generálovi Tadajovi Ókubovi, který hrad přestavěl do jeho dnešní podoby, která je oproti původní rozloze hradu natolik zmenšená, že se celá stavba vešla do prostoru bývalého třetího předhradí. Tadajovu nástupci Takačikovi Ókubovi však šógunát roku 1614 hrad odebral. V letech 1619–1623 jej spravoval Masatsugu Abe. Po roce 1623 , kdy panství Odawara připadlo opět šógunátu, byl na vnitřním nádvoří postaven palác, který měl sloužit jako důchodový příbytek šóguna Hidetady Tokugawy. Nicméně šógun se rozhodl, že i v důchodu zůstane v Edu. Po jeho smrti dostal panství Odawara v hodnotě 85 000 koku (1 koku je asi 180 litrů rýže, která se na panství každoročně vypěstovala) nejstarší syn kojné šóguna Iemicu Tokugawy Masakacu Inaba. V době, kdy Odawaru vlastnil klan Inabů, se hrad dočkal rozsáhlé renovace. V roce 1686 nahradili Inaby opět Ókubové. Odawara měla v té době hodnotu 103 000 koku. V roce 1703 zničilo zemětřesení Genroku většinu hradních budov. Donjon byl obnoven roku 1706, ale obnova zbytku hradu byla dokončena až v roce 1721. Další rozsáhlé škody způsobilo zemětřesení v roce 1782, nazvané podle období Tenmei. Rovněž zemětřesení v období Kaei v roce 1853 hrad poškodilo. Za války Bošin dovolil daimjó Tanadori Ókubo procísařskému vojsku Aliance Sačó projít přes Odawaru cestou co Eda.

### Hrad Odawara v moderní době
Nová vláda ustanovená po nástupu císaře Meidži na Chryzantémový trůn nařídila zničit veškerá bývalá feudální opevnění. V souladu s tímto nařízením byly v letech 1870–1872 strženy veškeré pevnostní stavby hradu Odawara. V roce 1893 se z kamenné základny bývalé hlavní hradní věže staly základy šintoistické svatyně Ókubo zasvěcené duchům generací daimjó z klanu Ókubů. Roku 1901 nechal císař Meidži postavit na místě bývalého prvního a druhého předhradí císařskou vilu, k jejímuž zničení došlo v roce 1923 během Velkého zemětřesení v regionu Kantó. Při něm se uvolnilo i množství kamenného zdiva opěrných hradních zdí. Jejich oprava proběhla v letech 1930–1931, ale dělníci odvedli velmi nekvalitní práci. V roce 1934 byly opraveny obě bašty (jagura), které nezničilo zemětřesení Kantó, avšak pouze v polovičním měřítku.
Roku 1938 byl hrad prohlášen za Národní historickou lokalitu. Na základě dalšího archeologického průzkumu areálu byla tato lokalita v letech 1959 a 1976 dále rozšířena.
V roce 1950 byla opravena kamenná základna bývalé hlavní hradní věže (donjonu) poničená při zemětřesení Kantó. Areál byl přeměněn na park s uměleckým a historickým muzeem, městskou knihovnou, zábavním parkem a zoologickou zahradou. Roku 1960 došlo na přestavbu donjonu. Věž byla vybudována ze železobetonu a v nejvyšším patře byla zřízena hvězdárna. Došlo také k rekonstrukci hradních bran – Tokiwagi v roce 1971, Akagane, hlavní brána, roku 1997 a Umadaši v roce 2009. Výtěžek ze vstupného ze dne znovuotevření hradu v roce 2016 věnovalo vedení města Odawary na opravu hradu Kumamoto poničeného při zemětřesení v prefektuře Kumamoto v témže roce.

## Galerie

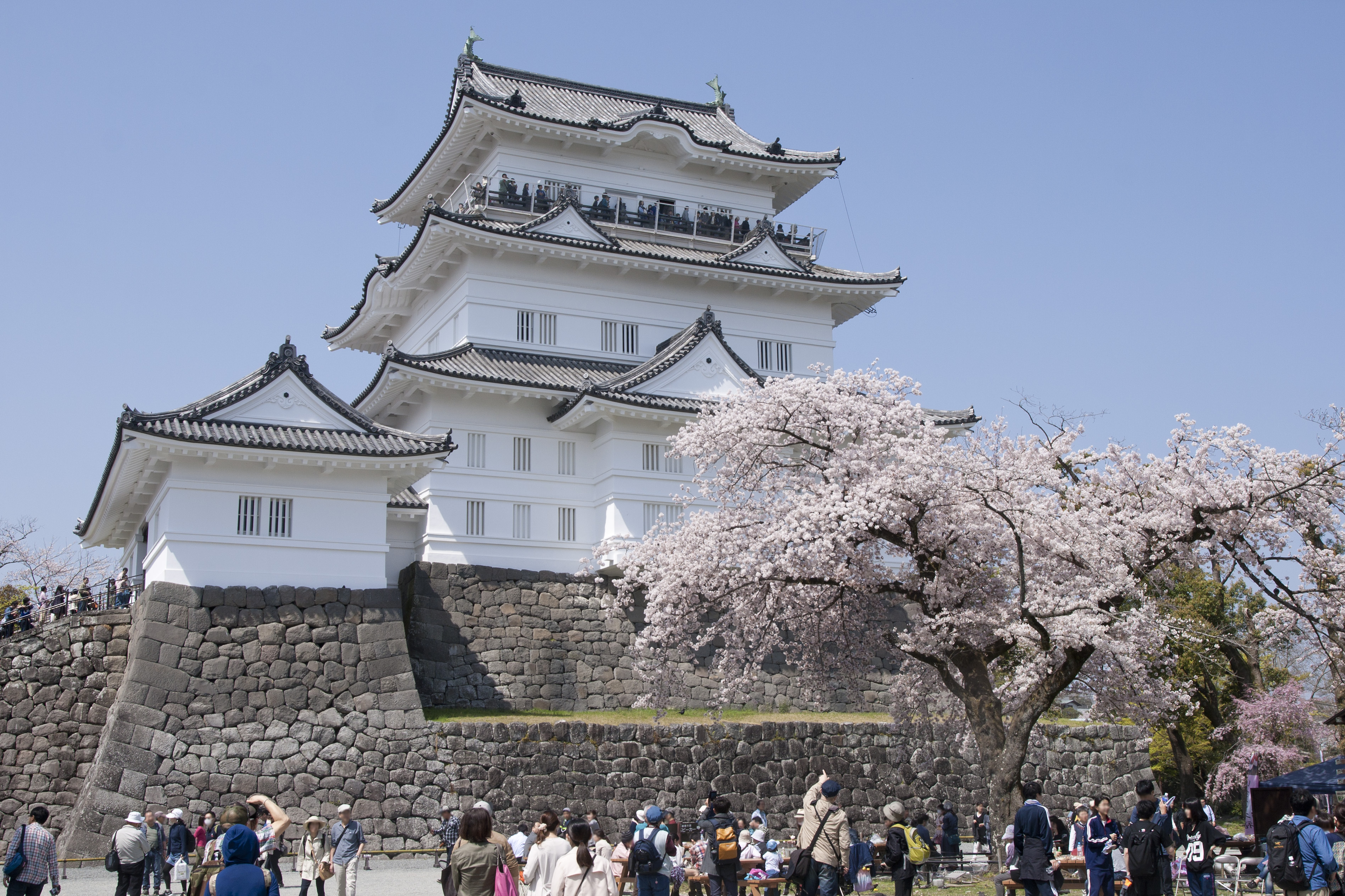
Jarní atmosféra
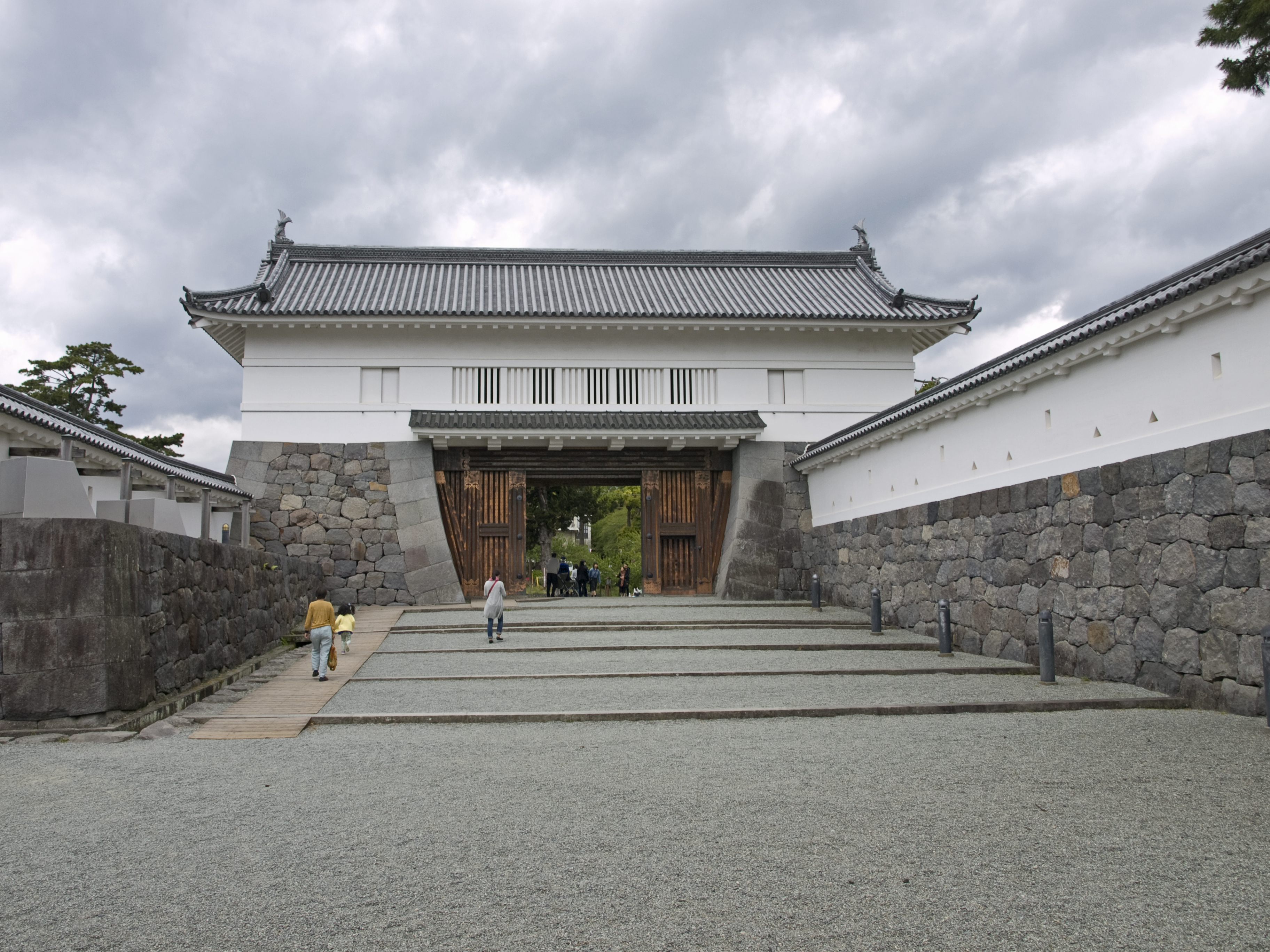
Hlavní brána hradu
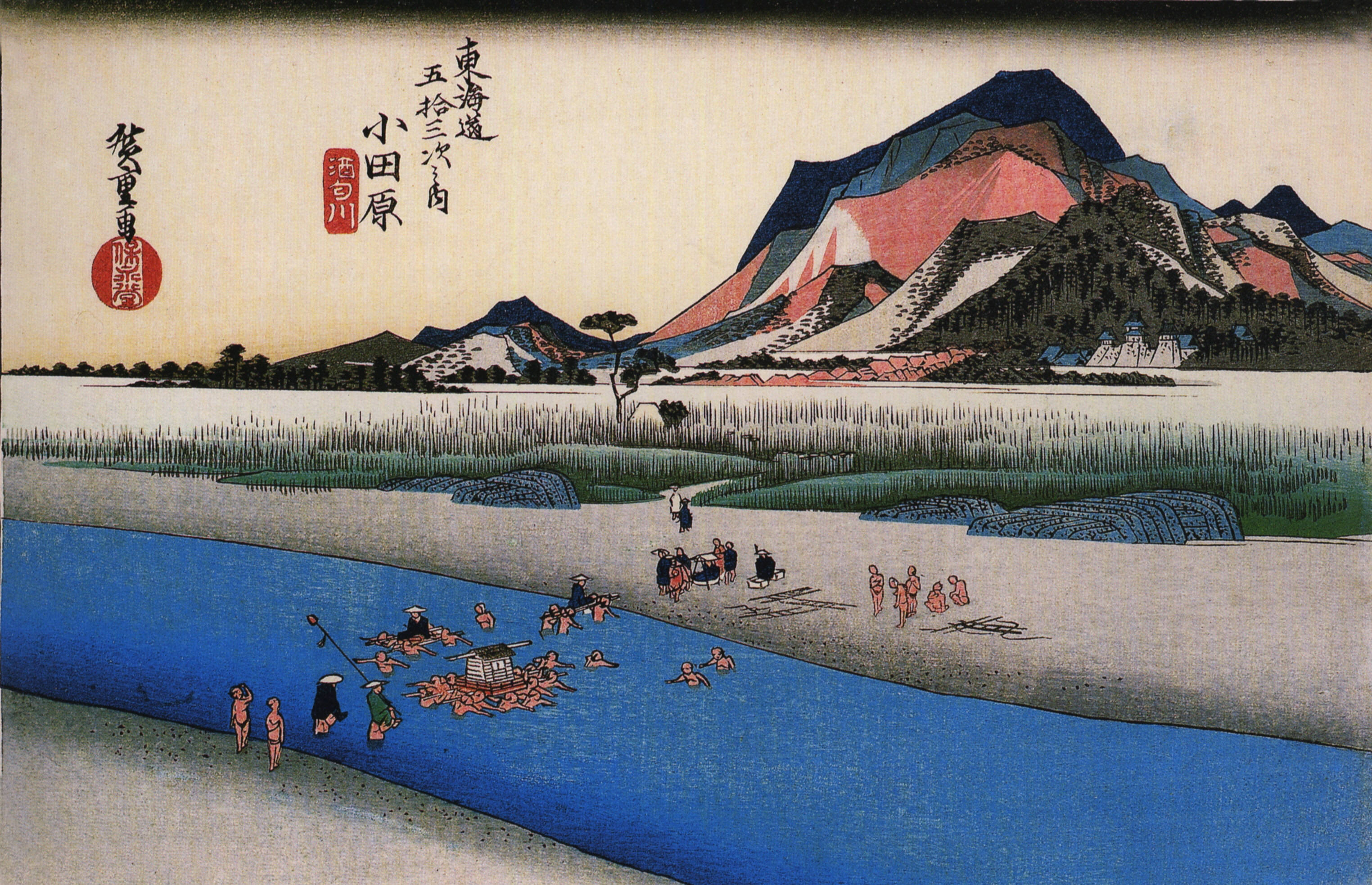
Hrad na Hirošigeho malbě ve stylu ukijo-e
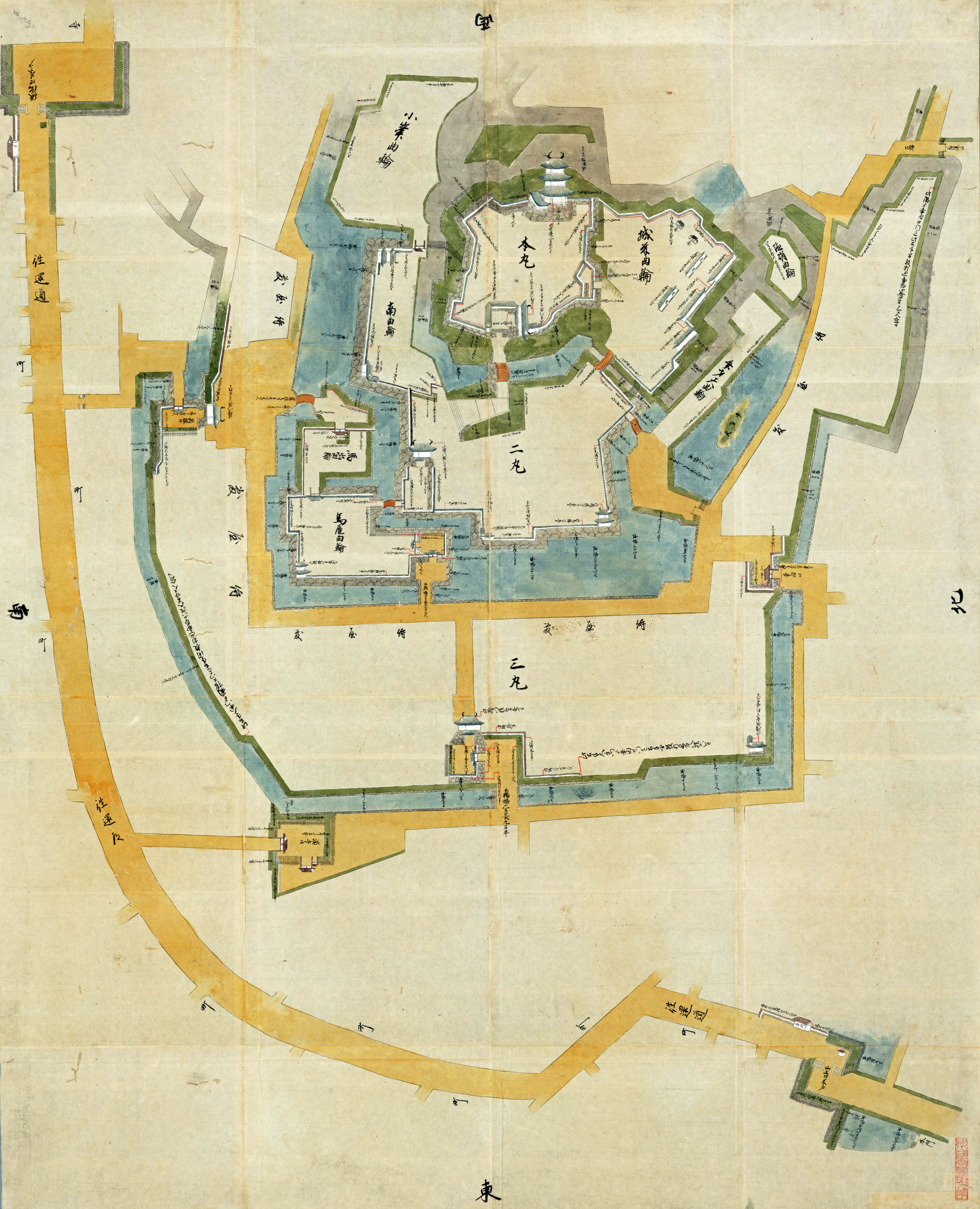
Mapa hradu